# کازومی کیشی
کازومی کیشی (انگلیسی: Kazumi Kishi؛ زادهٔ ۲۵ نوامبر ۱۹۷۵) بازیکن فوتبال اهل ژاپن است که در تیم ملی فوتبال زنان ژاپن بازی کرده‌است.